# Eric Ericsonhallen

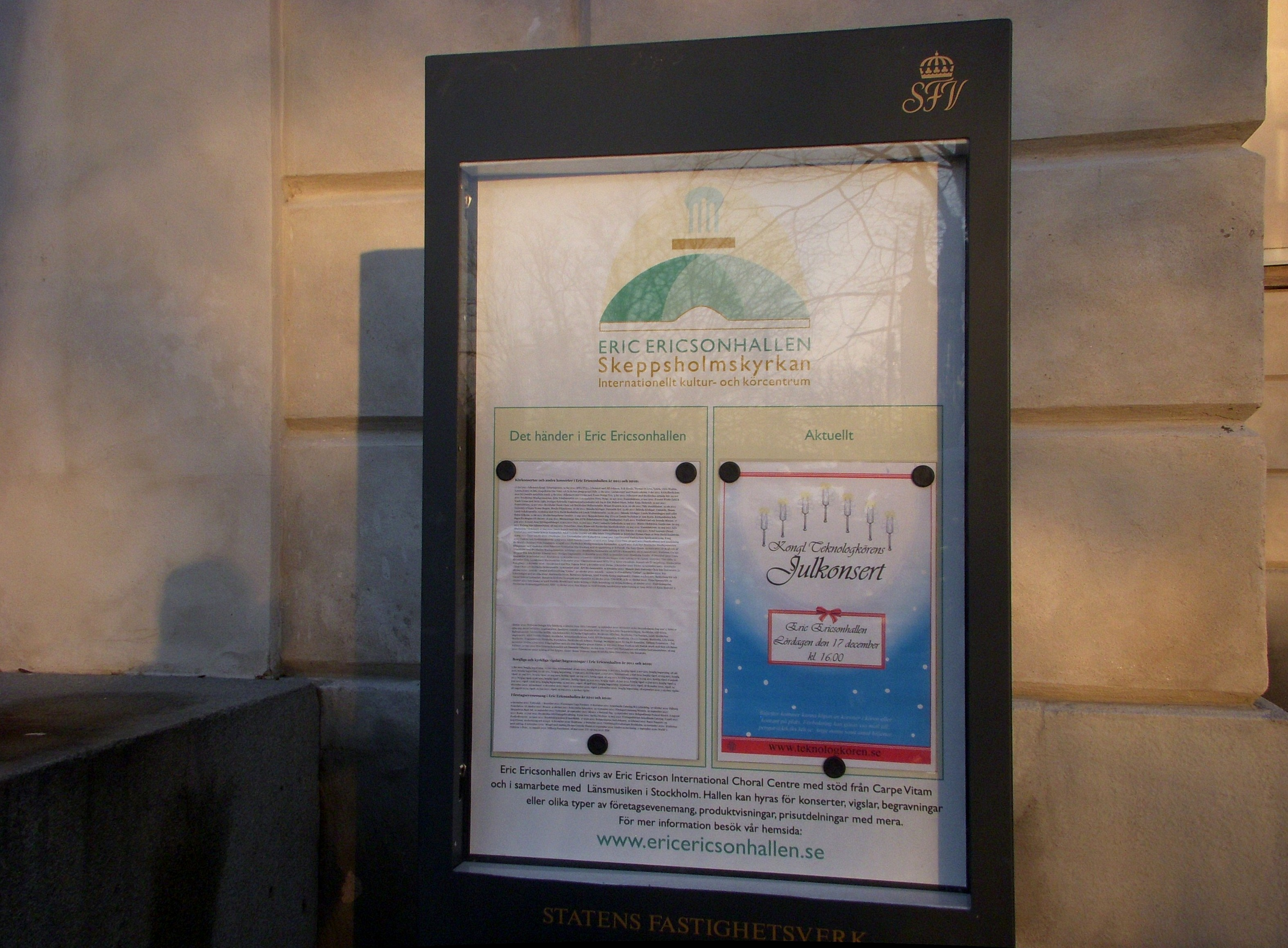
Eric Ericsonhallen i Skeppsholmskyrkan.

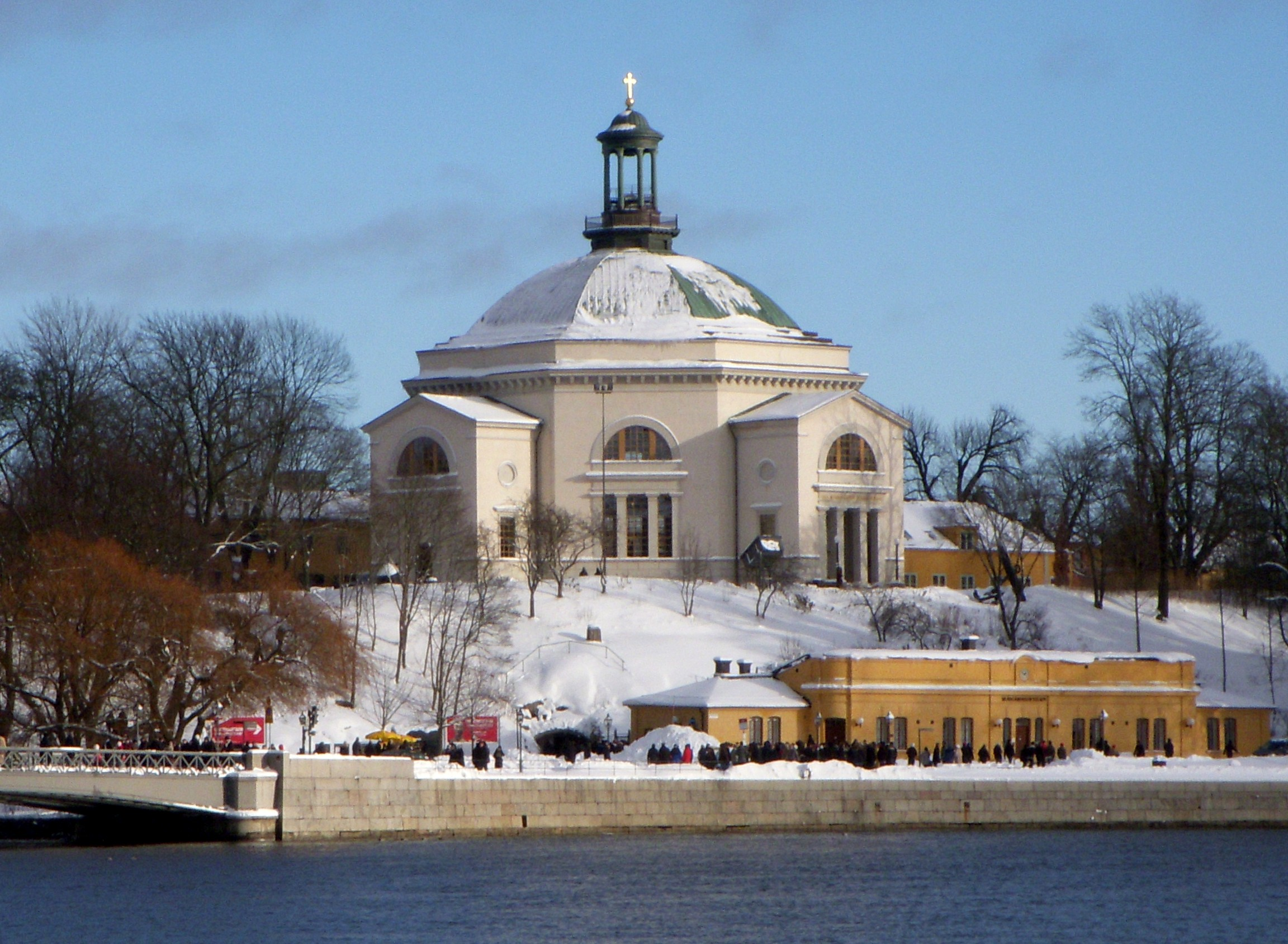
Skeppsholmskyrkan 2011, där hallen är inrymd.

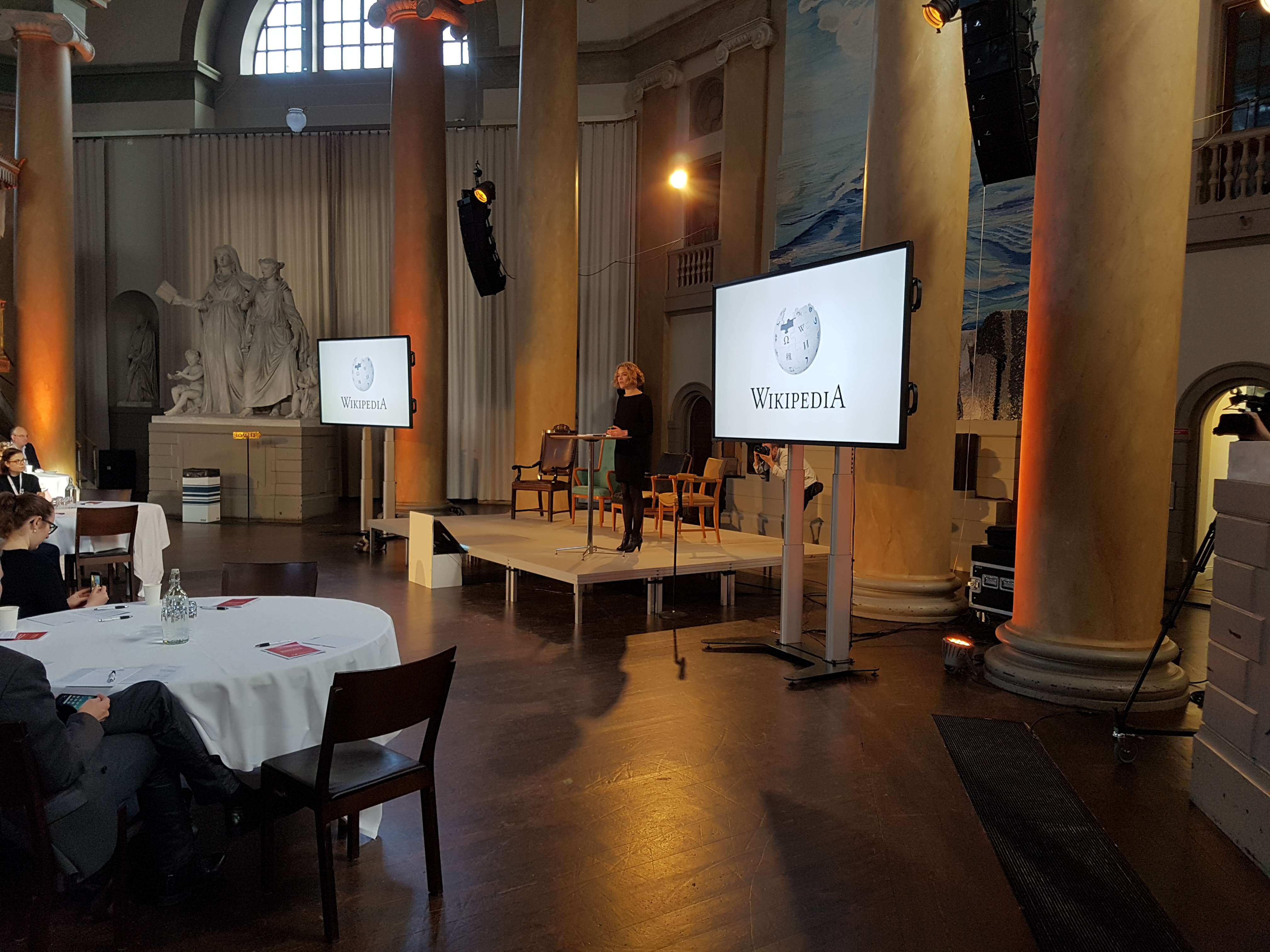
Interiör, 2017.

Eric Ericsonhallen är en konsertlokal på Skeppsholmen i Stockholm inrymd i före detta Skeppsholmskyrkan.
Eric Ericsonhallen är uppkallad efter den svenske dirigenten och körledarprofilen Eric Ericson. Hallen invigdes i maj 2009 och används för konserter, ceremonier, inspelning och events.
Skeppsholmskyrkan renoverades 2009, varvid man satte in akustiska takreflektorer.
En av väggarna pryds av den sju meter höga och 4,5 meter breda bildväven Havets sång av Anita Graffman och Marina Aittalat, från 2015.
Eric Ericsonhallen ägs av Statens Fastighetsverk, sedan år 2020 är det Skeppsholmsgruppen som står som hyresgäster och driver en konsert och eventlokal.

## Eric Ericson International Choral Centre
I Eric Ericsonhallen bedriver Eric Ericson International Choral Centre (EIC), ett internationellt körcentrum, sin verksamhet.
EIC instiftades 2006 av Eric Ericsons stiftelse, Carpe Vitam, Föreningen Sveriges Körledare, Inge & Einar Rosenborgs stiftelse, Körsam, Orphei Drängar och Rikskonserter.